# 東西晉演義
《東西晉演義》又名《繡象東西晉全志》，是明代通俗歷史演義小說，楊爾曾撰。分為《西晉演義》、《東晉演義》兩部。共十二卷五十回。其中《西晉演義》四卷，一百一十六章；東晉演義》八卷，二百三十一章。
本书係在《东西两晋志传》的基础上進行增改，從西晉武帝司馬炎太康元年王濬王渾爭降吳之功寫起，到東晉恭帝司馬德文元熙二年（420年），即宋武帝劉裕永初元年，共150多年晉室兩朝興亡的歷史小說。

## 內容概述
整部小說上接三國、下迄劉宋代晉各個王朝的政界殘酷殺戮，政權更迭易位，爾虞我詐，勾心斗角，擅權專政，黨同伐異，以及皇族權貴的窮奢極欲。…等。並詳盡地記敘了北方諸國(十九國)形成、發展、衰亡或強盛的演變過程。
《東西晉演義》根據《東西兩晉志傳》修訂而成，但不存在明顯的內容改動，“仍舊文而稍加潤色耳”。例如《東西兩晉志傳》西晉卷一有“竇龍二人大驚，墮于馬下，性命如何？左右急救之，上得馬時，四路軍馬殺進。”的描寫。在《東西晉演義》第二回〈晉武帝羊車行幸 石季倫擊碎珊瑚〉中則將“性命如何”四字刪除，使得文句更加通順。《東西兩晉志傳》和《東西晉演義》均有雉衡山人楊爾曾〈序〉，序的内容完全一致，兩書皆大量抄錄正史，《演義》的材料更多抄自《晉書》，皆以叙述編年體史事为主，“于事之轻重漫无持择”，缺乏鲜明具体的人物性格刻画，未免有味同嚼蜡之感，文学成就不高。舒穆認為“本書大部份材料抄自《晉書》，情節更散漫，文學性不及《東西兩晉志傳》”。鄭振鐸評價:“這部演義也極雅馴，幾乎無一字無來歷，在講史裡是較好的一部。”